# Nikolaï Ossipov
Pour les articles homonymes, voir Ossipov.
Nikolaï Ievgrafovitch Ossipov (en russe : Николай Евграфович Осипов) est un médecin et psychanalyste russe, né le 12 octobre 1887 à Moscou, et mort le 19 février 1934 à Prague.

## Biographie
Nikolaï Ossipov est le fils d'un médecin russe, il fait ses études secondaires dans un lycée de Moscou puis s'inscrit à la faculté de médecine. En 1899, soupçonné d'avoir participé à une bagarre d'étudiants, il est d'abord emprisonné, puis exclu de l'université. Il poursuit alors ses études à l'étranger, en Allemagne puis en Suisse. Il soutient sa thèse en histologie à l'université de Bâle et obtient son diplôme de médecin en 1904. Il rentre en Russie et travaille à la faculté de médecine de Moscou et à l'hôpital psychiatrique de la ville. Il se consacre à la psychiatrie à partir de 1906.
En 1907, après avoir collaboré avec Carl Gustav Jung, il étudie Freud. C'est lui qui a introduit la psychanalyse en Russie et en a élaboré la terminologie en russe. Il écrit sur le sujet dès 1910, tout en créant un service ambulatoire de psychothérapie. En 1911, il devient le premier président de la Société russe de psychanalyse.